# Acraea kukenthali
Acraea kukenthali är en fjärilsart som beskrevs av Le Doux 1922. Acraea kukenthali ingår i släktet Acraea och familjen praktfjärilar. Inga underarter finns listade i Catalogue of Life.